# Octavian Țîcu

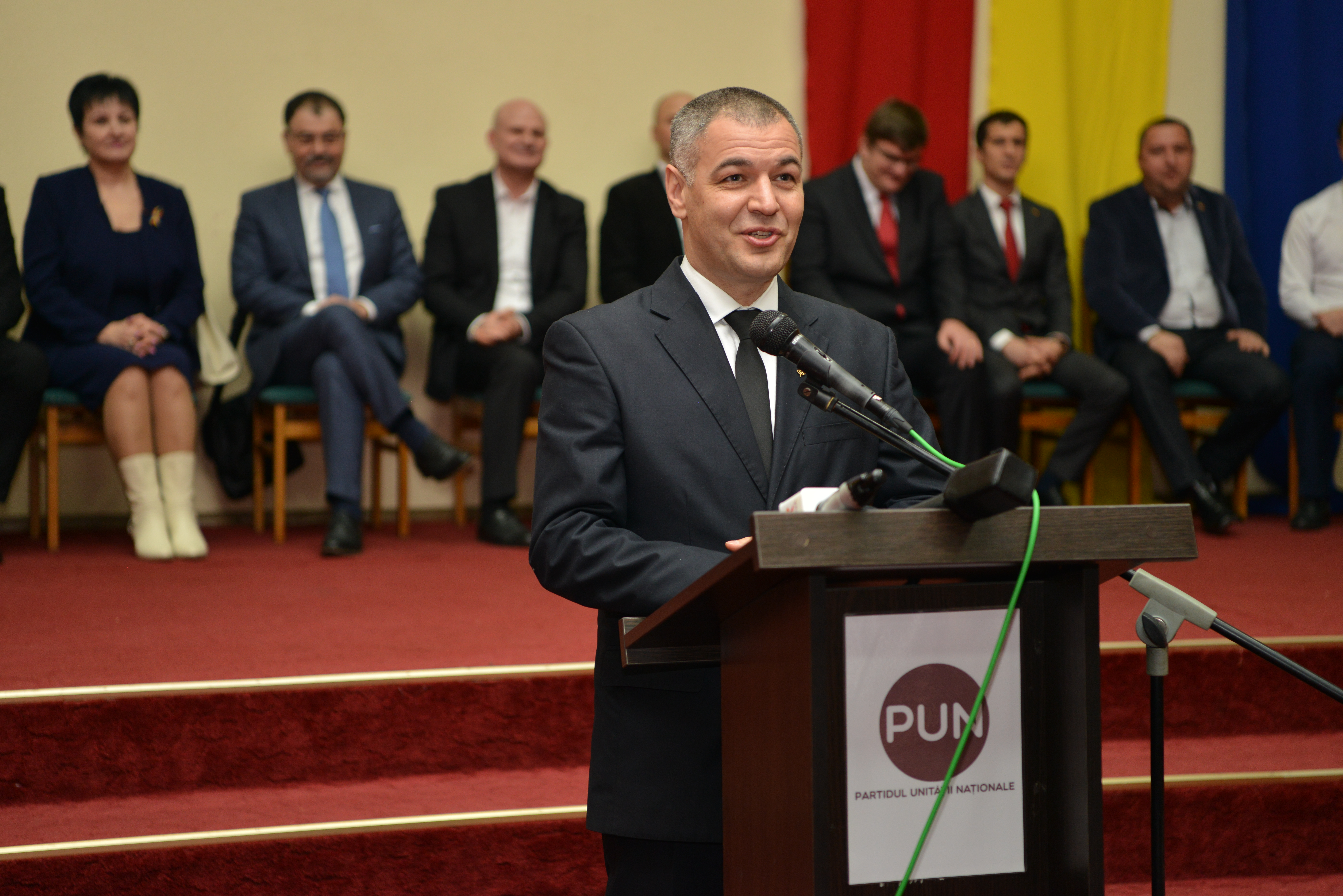
Președinte al PUN din 07.12.2019

Octavian Țîcu (n. 21 august 1972, Costuleni, Ungheni) este un istoric, politician și fost boxer profesionist din Republica Moldova, Ministru al Tineretului și Sportului din Republicii Moldova între 26 februarie - 30 mai 2013, după ce l-a înlocuit pe Ion Cebanu (2011 - 2013). A fost înaintat în funcție de Partidul Liberal.
Octavian Țîcu este un fost boxer profesionist. Între 1995 și 2003 el a devenit de 7 ori campion național la box în Republica Moldova. Iar în 1996 a reprezentat Republica Moldova la Jocurile Olimpice de vară din 1996, la categoria 57-60 kg.
A făcut parte din Comisia pentru studierea și aprecierea regimului comunist totalitar din Republica Moldova, formată la 14 ianuarie 2010.
În martie 2015 el s-a alăturat grupului de inițiativă de formare a Partidului Popular European din Moldova. La alegerile locale generale din 14 iunie 2015 a fost ales în funcția de consilier raional în Ungheni din partea Blocului electoral „Platforma Populară Europeană din Moldova — Iurie Leancă”.
Pe 20 august 2015, în cadrul ședinței consiliului raional Ungheni, Octavian Țîcu a anunțat că părăsește Partidul Popular European și și-a depus și mandatul de consilier raional în Ungheni, arătându-se nemulțumit de felul cum s-a făcut coaliție la nivel raional.
În anul 2018 se implică în fondarea Mișcării de Rezistență Națională și a Blocului Electiral „ACUM” împotriva regimului oligarhic condus de Vladimir Plahotniuc, iar la 19 februarie 2019 devine deputat în Parlamentul Republicii Moldova pe listele Blocului „ACUM”.
În anul 2019 a candidat la alegerile pentru primăria municipiului Chișinău, unde obiține al patrulea rezultat (5 % din voturi, est. 12 mii voturi). 
La 07.12.2019, Octavian Țîcu, a fost ales Președinte al Partidului Unității Naționale cu vot unanim în cadrul Congresului II Extraordinar al formațiunii.
A fost candidat la alegerile prezidențiale din 2020, obținând al șaselea rezultat (2 % din voturi, est. 27 mii voturi).
Din decembrie 2021 s-a retras de la șefia PUN și din politica moldovenească, revenind la activitățile academice și de cercetare.

## Distincții, premii și decorații
- 2010 - Medalia „Meritul civic”, decorat de către Președintele Republicii Moldova.
- 2004 - Premiul Național al Tineretului în domeniul Științei și Literaturii pentru monografia - Problema Basarabiei și relațiile sovieto-române în perioada interbelică (1919-1939).
- 2004 – Premiul pentru cea mai bună carte a anului în Universitatea Liberă Internațională - Problema Basarabiei și relațiile sovieto-române în perioada interbelică (1919-1939).
- 2004 – Premiul cel mai bun șef de catedră al Universității Libere Internaționale în anul universitar 2003/2004.
- 1993 – Premiul Fundației Soros-Moldova pentru merite academice deosebite.

## Concepția Istorică și Publicații
Istoria Uniunii Sovietice (numită convențional în mediul academic occidental și „sovietologie”) este domeniul preocupărilor sale profesionale și științifice din anul 1994, atunci când în cadrul studiilor de doctorat la Facultatea de Istorie a Universității „Al. I. Cuza” și-a ales ca temă de cercetare „Problema Basarabiei în relațiile româno-sovietice (1917-1940)”. La acel moment, sovietologia era un domeniu nou de cercetare în spațiul românesc, fapt care a determinat o încurajare a cercetărilor în această direcție din partea conducerii facultății, în special printre studenții basarabeni, prima generație de absolvenți ai facultății de istorie după prăbușirea URSS. Acest fapt a schimbat profund istoriografia românească și paradigmele de percepție a istoriei sovietice de pe ambele maluri ale Prutului în ultimele două decenii.  Datorită cunoașterii limbii ruse, a istoriei și mentalității sovietice, dar și faptului că la acel moment a putut avea (încă) acces la arhivele sovietice (ruse) de la Moscova (în cadrul unui stagiu de documentare oferit de statul român în anul 1998), O. Țîcu a putut elabora o cercetare temeinică și inedită asupra problemei Basarabiei și relațiilor sovieto-române în perioada interbelică. Prin teza de doctorat, dar mai ales prin monografia „Problema Basarabiei și relațiile sovieto-române în perioada interbelică (1919-1940)”, publicată în 2004 la Editura Prut Internațional, Chișinău, s-au schimbat parametrii și paradigmele de percepție a politicii sovietice față de România și Basarabia în perioada interbelică. Lucrarea este primul studiu monografic asupra relațiilor interbelice sovieto-române, realizat după 1989/1991 în baza documentelor de arhivă sovietice și românești, dar și a documentelor americane, britanice și franceze publicate, care arată o legătură directă între aspectul internațional al problemei Basarabiei și dificultățile administrației românești în provincie ca rezultat al contestării actului Unirii de către diplomația de la Moscova și al acțiunii subversive sovietice desfășurate în Basarabia de către Uniunea Sovietică. În anul 2004 lucrarea a fost apreciată cu Premiul Național al Tineretului în domeniul Științei și Literaturii, acordat de Guvernul Republicii Moldova. 
Interesul față de istoria Uniunii Sovietice și a spațiului post-sovietic a continuat să fie principala sa preocupare academică și științifică atât în centrele universitare din Republica Moldova și România, cât și în diversele experiențe academice avute în Europa și Statele Unite ale Americii.   Din anul 2010 până în prezent desfășoară activitățile de cercetare ca angajat al Institutului de Istorie al Academiei de Științe a Moldovei (transferat din anul 2022 în cadrul Universității de Stat din Moldova). Direcțiile principale de cercetare în cadrul institutului sunt istoria românilor în secolul 20, istoria sovietică și post-sovietică.   Alături de Republica Moldova, o mare parte a activităților de predare și cercetare s-au desfășurat și se desfășoară în centrele universitare și de cercetare din România. În perioada 2009-2010 a prezentat cursul universitar „Conflictologia spațiului post-sovietic” la Facultatea de Istorie, Relații Internaționale și Științe Politice a Universității din Oradea, unde a avut o contribuție importantă la deschiderea și funcționarea Centrului de Studii Imperiale, fondat de Universitatea din Oradea și Universitatea de Stat din Moldova.   În anul 2010-2011 a fost bursier al New Europe College din București, cu proiectul de cercetare „Russia and the Issue of Territorial Integrity in the post-Soviet States the cases of Ukraine, Georgia and Moldova”.  În anul universitar 2014-2015 a fost profesor Erasmus la Universitatea „Al. I. Cuza” din Iași, având ca proiect de cercetare „The “Abgrenzung”/”Antiromânism” Policy during the Cold War period: A study case on the Soviet politics of containment the West German and Romanian influences on the GDR and the Moldovan SSR”. Cercetarea a devenit parte a monografiei „Homo Moldovanus Sovietic: Teorii și practici de construcție identitară în R(A)SSM (1924-1989)” (Țîcu, 2018).   Din anul 2013 este Cercetător Senior în cadrul Centrului de Cercetare pentru Relații Internaționale și Studii Culturale „Grigore Gafencu”, Universitatea Valahia din Târgoviște. În cadrul Centrului, în colaborare cu profesorul Silviu Miloiu, a publicat două lucrări importante, una despre relațiile dintre România, Republica Moldova și Lituania (From Neighbourhood to Partnership: Highlights of Lithuania Relations with Romania and Moldova, Târgoviște: Cetatea de Scaun, 2013), cealaltă asupra istoriei prizonierilor de război români în Kazahstan (Spassk 99: O istorie a prizonierilor de război români în documente și materiale, București: Eikon, 2016), o reală noutate istoriografică, în care s-a prezentat, în premieră pentru spațiul românesc, listele integrale ale celor circa 8 mii de prizonieri de război români din lagărul Spassk nr. 99, cel mai mare lagăr de prizonieri din URSS.
Din octombrie 2023 este profesor la Facultatea de Istorie a Universității din București, unde prezintă cursul universitar „Holocaust și Gulag în istoria Europei”.  Între 2013-2019 este fost inițiatorul și coordonatorul proiectului național „Expedițiile Memoriei”, desfășurat cu susținerea Departamentului pentru Românii de Pretutindeni al Guvernului României, prin care anual a desfășurat expediții de cercetare și investigare a traseelor deportărilor staliniste în Kazahstan și Federația Rusă. La acest proiect au participat studenți și cercetători de la universitățile din Republica Moldova și România (București, Iași, Cluj), care împreună cu o echipă de filmare de la TVR Iași, s-au deplasat în regiunile Karaganda, Astana, Alma-Aty; Kyzyl-Orda, Djezkazgan (Kazahstan) și regiunile Irkutsk, Krasnoiarsk, Tomsk, Novosibirsk, Tiumeni (Federația Rusă), pentru a vedea la fața locului realitățile legate de locațiile deportărilor staliniste. În cadrul Expedițiilor Memoriei s-au răsturnat mai multe mituri și stereotipuri legate de caracterul deportărilor românilor basarabeni de către regimul sovietic, s-a reușit accesul la arhivele kazahe și ruse, s-au adunat mărturii ale supraviețuitorilor deportărilor și urmașilor acestora, au fost publicate mai multe lucrări științifice, inclusiv o teză de doctorat (Maria Zinovii, 2023) și au fost realizate 14 filme documentare (reg. Violeta Gorgos, prod. Virgiliu Mărgineanu) despre soarta deportaților, unele premiate la concursuri și festivaluri de film naționale și internaționale.   
În colaborare cu cercetători de la instituțiile de profil ale Academiei Române a participat la elaborarea volumelor coordonate de dnul Ioan Aurel Pop, „Istoria Ilustrată a României și Republicii Moldova”, Vol. I-VI și „Marea Istorie Ilustrată a României și Republicii Moldova”, fiind autor al capitolelor „Basarabia de la dominația țaristă la Unirea cu România”; „Basarabia în cadrul României întregite” (1918-1940); „Basarabia în cadrul Uniunii Sovietice”, „Republica Moldova de la comunism la integrare europeană”.    
Activitățile de predare și cercetare din Republica Moldova și România în domeniul sovietologiei au fost întregite de o vastă activitate internațională, desfășurată în centrele universitare și cercetare din Franța, Ungaria, Statele Unite ale Americii, Federația Rusă, Ucraina, Elveția, Lituania, Finlanda, Letonia, etc.   În anul 2004, la invitația și cu susținerea Facultății de Filozofie a Universității Paris 8, Franța, a prezentat în cadrul universității un șir de prelegeri și lecții publice asupra proceselor de tranziție post-comunistă în Europa de Est și CSI. În continuarea acestor preocupări, în iunie 2004 a fost invitat să reprezint Republica Moldova la Conferința Internațională a Francofoniei: „Développement durable: leçons et perspectives”, desfășurată în Ouagadougou, Burkina Faso. Tema comuncării: „La Republique Moldova et le processus de transition vers la democratie. Une vision retrospective et de perspective”. Comunicarea va fi publicată „Materials of the International Colloquium of the Francophony Développement durable: leçons et perspectives. Ouagadougou (Burkina Faso), 2004.
În calitate de Junior Fellow al Universității Central Europene, Budapesta, Ungaria, în anul 2005 a desfășurat la CEU proiectul de cercetare: „Shaping a post-Soviet Future. The Post-Communist Transition in the Republic of Moldova and the Baltic States in Comparative Perspective”.
În anul universitar 2006/2007 Țîcu a fost Profesor Fulbright la Centrul Rus, Est-European și Euroasiatic, Universitatea Illinois, Urbana-Champaign, Statele Unite ale Americii. Sub îndrumarea reputatului istoric american Keith Hitchins acesta a desfășurat proiectul de cercetare: „The Impact of the Historical Legacy on the Patterns of Post-Communist Transition in Eastern Europe”. Pe parcursul anului a avut o implicare plenară în activitățile Universității și a beneficiat de un acces larg la resursele mediului academic american, în special în studiile ruse și sovietologie (bilbioteca universității are unul din cele mai mari fonduri de arhivă și literatură asupra istoriei Rusiei și URSS din Statele Unite). Contactul cu istorici și experți renumiți în domeniul istoriei sovietice și a Europei de Est (Katrine Verdery, Mark Stainberg, John Randolph jr., Maria Todorova, etc), precum și cu întreaga redacție a revistei „Slavic Review”, aflată la Universitate, i-au deschis o perspectivă largă, inedită asupra înțelegerii istoriei Rusiei și URSS. Aceste cercetări au pus fundamentul celei mai importante cercetări pe care a realizat-o până la acest moment - „Homo Moldovanus Sovietic”.  Ca profesor Fulbright a fost invitat să participe în anul 2007 la Conferința Internațională: „The 10</nowiki>th Annual Conference of the Association for the Study of Law, Culture, and Humanities”, organizată în 2007 de Georgetown University Law College, Washington DC. Tema comunicării: „Assisted” Ethno-Genesis of the Moldovans: The Soviet Legacy and Present Politics”. Comunicarea a fost publicată în „Materials of the 10th Annual Conference of the Association for the Study of Law, Culture, and Humanities. Washington DC: Georgetown University Law College, 2007.  La invitația Centrului a organizat și prezentat în cadrul Universității gazdă două lecții publice: „The Transnistrian conflict and the emergence of the Near Abroad Policy of the Russian Federation”, Universitatea Illinois, 19 aprilie 2007 (Organizată cu suportul Departamentului Științe Politice) și „How to Make a ‘Nation’: Reflections on the Moldovan Nation-Building Policies during the Soviet Union (1944-1989)”, Universitatea Illinois, 05 decembrie 2006 (Organizată cu suportul Centrului Rus, Est-European și Euroasiatic).

În anul 2007/2008 a fost cercetător bursier FIFA Joao Havelange Scholarship, Zurich, Elveția, oferită de FIFA în domeniul cercetării istoriei fotbalului. În cadrul proiectului de cercetare: „The Countries of Eastern Europe from the Communist to the Post-Communist Football System: Comparative Analysis on Ukraine, Romania and Moldova”, a studiat implicările și interferențele regimurilor comuniste în fotbal, corelația dintre imperialism, naționalism și construcțiile identitare în fotbalul sovietic, precum și efectele comunizării fotbalului în România. În rezultatul cercetării a publicat cartea „Fotbalul în contextul transformărilor democratice din Europa de Est. Cazul Ucrainei, României și Republicii Moldova”, Chișinău: Cartdidact, 2008, și ediția engleză „East European Football from Communism to Globalization”, Saarbruken: Lambert Academic Publishing, 2010.  Ca rezultat al preocupărilor pentru istoria sportului și fotbalului în anul 2017 este invitat la Conferința FIFA, îar în anul 2022 reprezintă Republica Moldova la Congresul European al Istoriei Sportului, desfășurat la București.

Între anii 2010-2012 activează ca expert de țară în cadrul proiectului international „Stabilitate regională, frontiere, minorități și migrații în Moldova, Ucraina, Belarus, Azerbaijan și Tadjikistan”, desfășurat cu susținerea Ministerului de Externe a Finlandei în cadrul Institutului Karelia, Universitatea Finlanda de Est (Jonsuu). Rezultatele acestui proiect au fost prezentate în cadrul Conferinței Internaționale: „Migration, Borders and Regional Stability in the EU's Eastern Neighborhood”, 11-14 februarie 2013, Helsinki, Finlanda. Tema comunicării: „Borders and Nation-Building in post-Soviet States: A glance from the Republic of Moldova”.   Împreună cu echipa de cercetători din Finlanda a participat la elaborarea conceptului teoretic al volumului „Borders, Migration and Regional Stability in the EU’s Eastern Neighbourhood,  London: Routledge, 2016, unde a publicat și capitolul „Borders and Nation‐Building in Post-Soviet Space. A Glance from the Republic of Moldova”.   
În primul semestru al anului universitar 2012/2013 este profesor Erasmus la Universitatea Mikolas Romeris din Vilnius, Lituania, unde în cadrul proiectului „Predarea totalitarismului în context post-totalitar: Preluarea practicilor Lituaniei” a avut un schimb de experiență cu istorici de la Universitățile din Vilnius și Kaunas asupra practicilor de predare și cercetare a totalitarismului în țările noastre și în spațiul post-sovietic. Ca parte a Programului Erasmus Mundus predă cursul „Conflictologia spațiului post-sovietic” la universitatea gazdă.
Între 2014-2017 la invitația Institutului de Istorie a Academiei de Științe a Federației Ruse a participat ca profesor-formator la trei ediții ale Școlii de Vară a tinerilor istorici din țările CSI, Baltice și Europa, organizate de Academia de Științe a Federației Ruse, la Isyk Kul (Kyrgystan), Minsk (Belarus) și Sankt Petersburg (Federația Rusă). În cadrul acestor evenimente a prezentat diverse aspecte ale politicilor imperiale ruse în Basarabia, România și Balcani, reflecții asupra conceptelor teoretice legate de imperialism și naționalism, memoria istorică, precum și felul cum se predă și se cercetează istoria sovietică în spațiul post-sovietic.  
Odată cu acumularea experienței de predare și cercetare în domeniul sovietologiei, atât la nivel național, cât și internațional, a dezvoltat un spectrul larg de expertiză în acest areal, fapt ce a permis să devină la 14 aprilie 2010, prin decretul președintelui Republicii Moldova, membru al Comisiei pentru studierea și aprecierea regimului comunist totalitar din Republica Moldova.   Comisia a activat într-un climat de presiune constantă, determinat atât de implicațiile politice interne și externe, cât și de așteptările mari din partea societății față de rezultatele sale.  Pe perioada activității sale Comisia a deschis posibilitatea studierii unor tematici puțin sau deloc cunoscute prin accesul larg la arhivele sovietice din Chișinău. Este vorba în special de accesul la fondurile depozitelor speciale ale SIS (fostul KGB), ale Ministerului Afacerilor Interne, precum și unele fonduri ale AOSPRM (arhiva fostului CC al PCM), dar și ale Arhivei Naționale și Procuraturii. În cadrul Comisiei O. Țîcu a fost responsabil de capitolul „politicilor naționale” sovietice în RSSM, a cercetat „Moldovenismul” și „Moldovenizarea”, dar a elaborat și compartimentul legat de implicările regimului comunist în domeniul sportului. Ca rezultat al activității în Comisie, în anul 2010 este decorat de președintele Republicii Moldova cu medalia „Meritul Civic”.  
În urma acestei experiențe, dar și ca rezultat al preocupărilor aprofundate în domeniul istoriei sovietice, în perioada 2016-2018 este invitat expert-asociat în Comisia Guvernamentală a Letoniei pentru investigarea crimelor KGB în RSS Letonă. În cadrul comisiei a prezentat experiența activității Comisiei pentru condamnarea comunismului din Republica Moldova, acțiunile KGB în RSSM, mai ales în contracararea naționalismului românesc, dar și oferă o expertiza extinsă asupra politicilor imperiale sovietice în republicile unionale. În cadrul Conferinței Internaționale „Rețelele KGB în statul totalitar sovietic” (Riga, Letonia, 8-11 martie, 2018) a prezentat raportul „Confronting the KGB legacy in the post-Soviet context: the case of Moldova”.
Anii 2018-2022 constituie cea mai importantă perioadă al activității de cercetare și publicare. În 2018 publică două lucrări fundamentale asupra istoriei românilor de la est de Prut, una în colaborare cu Academia Română, Marea Istorie Ilustrată a României și Republicii Moldova (Editura Litera), celalată individual, „Homo Moldovanus Sovietic” (reeditată în 2019), Editura ARC. Monografia Homo Moldovanus Sovietic a realizat o schimbare majoră de viziune asupra istoriei RSSM și Republicii Moldova, dar este în același timp o scrierea fundamentală asupra imperialismului, naționalismului și perspectivelor globale de construcție identitară, o reinterpretară a politicilor naționale sovietice. Până la publicarea acestei lucrări, istoriografia românească trata prioritar istoria românilor din Basarabia prin prisma politicilor de deznaționalizare și rusificare. În realitate, aceste două aspecte sunt doar o parte a politicilor de construcție identitară din RSSM. Regimul totalitar sovietic a modelat o nouă identitate, opusă și ostilă românismului, un Homo Moldovanus Sovietic, construit atât prin deznaționalizare, rusificare, represiune și teroare, cât și prin „acțiune afirmativă”, adică promovare preferențială în funcțiile de putere a elementelor loiale „moldovenismului”, inventarea „limbii moldovenești”, cenzura și propaganda, falsificarea istoriei, prin promovarea anti-românismului și românofobiei. Lucrarea tratează și fenomenul „modernizării” sovietice ca un element important al „moldovenizării”, dar se referă și la efectele moștenirii identitare sovietice asupra Republicii Moldova după 1991.  
În anul 2019 la Editura Litera apărea monografia Istoria Românilor de la Est de Prut, 1792 - prezent (reeditată în 2020), abordată pe de o parte dintr-o perspectivă a complementarității cu istoria României și Imperiului Rus/Sovietic, iar pe de altă parte din perspectiva rivalității dintre naționalismul românesc, care va articula în curând după Unirea Principatelor din 1859, politici clare de resuscitare a identității românești din Basarabia și pentru readucerea acestui teritoriu în cadrul statului unitar român, și imperialismul rus/sovietic, montat cu orice preț să contracareze aceste politici și să mențină Basarabia în sfera sa de influență. Această istorie cuprinde de asemenea, netradițional pentru istoriografia românească, românii transnistreni și diversele ramificații ale prezenței românești în spațiul euro-asiatic, de la Caucaz, Crimeea și Țările Baltice, la Asia Centrală, Siberia și Extremul Orient. Această răspândire a românilor pe o asemenea suprafață este studiată prin prisma războaielor mondiale (inclusiv prizonieri de război), al politicilor sovietice de strămutare și deportare forțată, dar și rezultatul unei mobilități (și mobilizări) sociale, economice și profesionale specifice imperiilor.  
În condițiile reizbucnirii războiului din Ucraina la 24 februarie 2022, atât la nivel regional, cât și european au început să apară tot mai des referințe la Republica Moldova și perspectivele unui atac rusesc de peste Nistru. Lumea devenea tot mai interesată de situația de la Chișinău și Tiraspol, căutând referințe istorice ale conflictului transnistrean, detalii asupra războiului de la Nistru dintre R. Moldova și Federația Rusă în 1992, clarificări asupra situației actuale din stânga Nistrului, atât din punct de vedere politic și militar, cât și economic și energetic, un interes apărut peste noapte în condițiile unei eventuale implicări a R. Moldova în războiul din Ucraina. În aceste condiții, în decembrie 2022, Octavian Țîcu publică monografia „Rusia și separatismul transnistrean în Republica Moldova: Implicări geopolitice, militare și energetice”, Chișinău: Litera, 2022. Studiul are trei capitole, care cuprind istoricul apariției separatismului transnistrean, prin analiza coliziunii între politica imperială a Rusiei și naționalismul românesc, începând cu secolul XVIII și terminând cu proclamarea independenței R. Moldova, care deschide o altă epocă a acestei conflictologii, de această dată între noul stat moldovenesc și Federația Rusă. Începând cu războiul de la Nistru din 1992 are loc internaționalizarea conflictului, care a implicat comunitatea internațională și multiple organizații de securitate colectivă, R. Moldova în calitate de subiect al relațiilor internaționale desfășurând o amplă activitate politică și diplomatică în căutarea sprijinului pentru soluționarea problemei transnistrene. Lucrarea acoperă cele mai importante aspecte ale războiului, tratativele de pace, tentativele de soluționare pașnică, implicările armatei ruse, precum și diversele aspecte ale problemei energetice, care finanțează și întreține separatismul transnistrean, dar care constituie în același timp pârghia importantă de influență a Federației Ruse asupra Republicii Moldova.  Într-un mod netradițional, cartea se încheie printr-un epilog asupra percepției față de Republica Moldova și separatismului transnistrean dincolo de miturile și sterotipurile înrădăcinate nu doar în exterior, unde par undeva firești în condițiile unui dezinteres sau unei ignoranțe în cunoașterea acestei probleme, dar chiar și printre cetățenii R. Moldova și României, pentru care acest conflict este familiar.  </nowiki>
În anul 2023 cartea cunoaște ediția italiană „La Russia e il Separatismo della Transnistria nella Repubblica Moldova”, publicată la Editura OGI din Torino.

## Publicații
1. Țîcu, O., Rusia și separatismul transnistrean în Republica Moldova. Implicări geopolitice, militare și energetice, Chișinău: Litera, 2022, 145 pp;
2. Țîcu, O., Policano, C., La Russia e il separatismo della Transnistria nella Repubblica Moldova, Torino: OGI, 2023, 165 pp;
3. Țîcu, O., O istorie ilustrată a românilor de la est de Prut (1791-prezent), Chișinău: Litera, Ediția I, 2019; Ediția II, 2020;
4. Țîcu, O., Homo Moldovanus Sovietic: Teorii și Practici de Construcție identitară în R(A)SSM. 1924-1989</nowiki>, Chișinău: Arc, Ediția I , 2018; Ediția II, 2020;
5. Dulatbekov, N., Țîcu, O., Miloiu,     S., Spassk 99: o istorie a     prizonierilor de război români în documente și materiale (Spassk 99: a     history of Romanian POW in documents and materials),</nowiki> București: Eikon, 2016, 598 pp
6. S.  Miloiu, O. Țîcu, V. Jarmolenko, From     Neighbourhood to Partnership: Highlights of Lithuania Relations with     Romania and Moldova (2013),</nowiki> Târgoviște:     Cetatea de Scaun, 2013, 311 pp;
7. Țîcu, O., Boguș, O., Fotbalul în contextul transformărilor democratice din Europa de Est. Cazul Ucrainei, României și al Republicii Moldova, ed. Cartdidact, Chișinău, 2008, ISBN 978-9975-940-77-1
8. Țîcu, O., Boguș, B., Est-European Football from Communism to Globalization. The Case of Ukraine, Romania and Moldova.”, Germania, 2008, ISBN 978-9975-940-77-1 Tiraj 10 mii de exemplare.
9. Țîcu, O., Boguș, B., Nicolae Simatoc (1920-1979). Legenda unui fotbalist basarabean, de la „Ripensia” la „FC Barcelona”. Chișinău: Cartdidact, 2013, 211 p. ISBN 978-9975-4462-1-1
10. Țîcu, O., Problema Basarabiei și relațiile sovieto-române în perioada interbelică (1919-1939)”. Chișinău. Prut Internațional. 269 pagini.